# José Miguel Etxeberria Álvarez
José Miguel Etxeberria Álvarez, conegut pel nom de guerra «Naparra», (Pamplona, 14 d'abril de 1958 - desaparegut al País Basc del Nord, 11 de juny de 1980) va ser un activista polític basc, militant d'Euskadi Ta Askatasuna (ETA) i dels Comandos Autònoms Anticapitalistes (CAA).

## Trajectòria
Després de la mort de Franco, va entrar a militar a LKI-ETA (VI Assemblea). Va mantenir grans discussions ideològiques amb membres del partit i va fer el salt a ETA politicomilitar;però, l'any 1977 va començar a unir-se a ETA militar. Tanmateix, el seu creixent desacord amb l'estructura jeràrquica d'ETA es va fer cada cop més evident i va passar a militar als Comandos Autònoms Anticapitalistes. A finals de 1978 es va exiliar al País Basc del Nord. L'11 de juny de 1980 va sortir de casa seva a Ziburu per a reunir-se amb algú però després va desaparèixer; se'l va veure per última vegada a Ziburu i no se'n va saber res més. El Batallón Vasco Español (BVE), en una trucada al diari Deia, va anunciar que l'havia segrestat, assassinat i enterrat a prop de Xantako, a Sant Joan Lohitzune. Tot i que familiars i amistats van buscar-lo, no el van trobar. Mentrestant, el BVE va emetre més comunicats, en els quals s'indicaven altres llocs de sepultura. El 1982 els tribunals francesos van suspendre la investigació i, l'any 2004, la sala penal de l'Audiència Nacional espanyola va arxivar el cas després de no haver pogut identificar els autors del segrest i l'assassinat.
L'octubre de 2016, el magistrat de l'Audiència Nacional espanyola Ismael Moreno va reobrir el cas després que el periodista Iñaki Errazkin obtingués dades d'interès facilitades per Ramón Francisco Arnau, un ex-agent dels antics serveis secrets espanyols del CESID, que manifestaven la possibilitat que el cos es trobés en una roureda d'un llogaret proper a Lo Mont de Marsan, a les Landes. El 4 d'abril de 2017 es van aixecar uns 50 centímetres de terra de tres llocs diferents d'una finca privada, davant del jutge de lo Mont, el forense Paco Etxeberria, i l'advocat de la família Iñigo Iruín, sense aconseguir trobar el cos. El desembre de 2019, el Grup de Treball sobre Desaparicions Forçoses o Involuntàries de l'ONU va comunicar a la família de la víctima que, després de requerir-li, el Govern espanyol havia manifestat que «no disposa d'informació addicional sobre el cas». Tanmateix se la va convidar a la reunió del 120è període de sessions, prevista a Ginebra entre el 10 i el 14 de febrer de 2020, per a seguir investigant. Paral·lelament, el Govern francès no va autoritzar una segona excavació a les Landes feta a petició del Grup de treball.
El 13 de novembre de 2020 es va presentar el llibre Naparra. Kasu irekia ("Naparra. Cas obert"), de l'escriptor Jon Alonso i editat per Elkar. La seva realització es va poder fer gràcies a la beca Tene Mujika Beka, finançada conjuntament per l'editorial i l'Ajuntament de Deba. L'obra és un treball periodístic d'investigació, en format de reportatge llarg, en el qual s'explica la vida, trajectòria i desenllaç d'Etxeberria, a partir de fonts d'entrevistes, articles de premsa i testimonis d'aquells anys. L'any següent es va estrenar la pel·lícula documental Història d'un volant, dirigida per Iñaki Alforja i Iban Toledo.
En homenatge seu, el municipi de Lizartza conté un monòlit per a commemorar la seva desaparició i assassinat a mans d'esquadrons de la mort espanyols, en el qual s'hi apleguen anualment familiars i amistats de la víctima.